# Немерченська сільська рада
| Немерченська сільська рада — колишній орган місцевого самоврядування у Мурованокуриловецькому районі Вінницької області з адміністративним центром у с. Немерче. Сільській раді підпорядковані населені пункти: - с. Немерче - с. Вінож - с-ще Кукавка - с. Кам'янецькі Хутори - с-ще Немерче - с. Струсове |

## Склад ради
Рада складається з 16 депутатів та голови.

## Керівний склад сільської ради
| ПІБ                               | Основні відомості                                                 | Дата обрання | Дата звільнення |
| --------------------------------- | ----------------------------------------------------------------- | ------------ | --------------- |
| Михайленко Анатолій Олександрович | Сільський голова, 1966 року народження, освіта, безпартійний      | 26.03.2006   | 31.10.2010      |
| Михайленко Анатолій Олександрович | Сільський голова, 1966 року народження, освіта вища, безпартійний | 31.10.2010   |                 |

Примітка: таблиця складена за даними джерела